# Gliese 163 c
Gliese 163 c è un pianeta extrasolare potenzialmente abitabile che orbita intorno alla nana rossa di classe spettrale M3.5 V Gliese 163, nella costellazione del Dorado. La scoperta del pianeta è stata annunciata nel settembre del 2012.

## Parametri del pianeta e abitabilità
Il pianeta orbita ad una distanza media di 0,125 UA dalla stella madre, più piccola e fredda del Sole, e si trova all'interno della zona abitabile. Il periodo di rivoluzione del pianeta, una super Terra con una massa quasi sette volte quella della Terra, è di 25,6 giorni. Il raggio del pianeta è stato stimato da 1,8 a 2,4 volte quello terrestre
Si calcola che la luce ricevuta dal pianeta sia del 34% inferiore di quella che la Terra riceve dal Sole. La temperatura di equilibrio del pianeta, nel caso questi avesse un'albedo di tipo terrestre, si pensa possa essere di circa 60 °C.
L'astronomo Abel Méndez suggerisce uno scenario del pianeta composto da un oceano mite e un'atmosfera 10 volte più densa di quella terrestre, coperto da nubi con la tonalità del cielo di color rosa.